# 562. Grenadier-Division
Die 562. Grenadier-Division war eine deutsche Infanteriedivision im Zweiten Weltkrieg.

## Grenadier-Division Ostpreußen 2

### Aufstellung
Die Division wurde am 24. Juli 1944 zunächst unter dem Namen Grenadier-Division Ostpreußen 2 auf dem Truppenübungsplatz Stablack in Ostpreußen im Zuge der 29. Aufstellungswelle durch den Wehrkreis I gemeinsam mit er Grenadier-Division Ostpreußen 1 aufgestellt. Hauptquartier blieb Stablack.

## 562. Grenadier-Division

### Aufstellung durch Umbenennung
Am 27. Juli 1944 wurde die Division dann in 562. Grenadier-Division umbenannt. 

## 562. Volksgrenadier-Division

### Aufstellung durch Umbenennung
Einige Monate später, am 9. Oktober 1944, wurde die Division in 562. Volks-Grenadier-Division unbenannt. 

### Vernichtung
Ende März 1945 war die Einheit im Kessel von Heiligenbeil in Ostpreußen von der Roten Armee eingeschlossen und vernichtet worden.

## Gliederung
- Grenadier-Regiment Ostpreußen 3 mit drei Bataillone, später Grenadier-Regiment 1144 (ab September 1944 aus III./1144 wurde I./1144 gebildet)
- Grenadier-Regiment Ostpreußen 4 mit drei Bataillone, später Grenadier-Regiment 1145 (ab September 1944 aus III./1145 wurde I./1145 gebildet)
- Grenadier-Regiment 1146 (ab September 1944 aus I./1144 und I./1145 gebildet)
- Artillerie-Regiment Ostpreußen 2 mit vier Batterien, später Artillerie-Regiment 1562
- Divisions-Einheiten 1562 (Füsilier-Kompanie 562)